# Александровка (Селемджинский район)
Александровка — упразднённая деревня в Селемджинском районе Амурской области России.

## География
Урочище находится в восточной части Амурской области, на левом берегу протоки Александровская реки Селемджи, при автодороге 10К-027, на расстоянии примерно 203 километров (по прямой) к юго-западу от посёлка городского типа Экимчан, административного центра района. Абсолютная высота — 231 метр над уровнем моря.

## История
По данным 1926 года в деревне имелось 43 хозяйства (2 крестьянского типа и 41 прочих) и проживало 190 человек (106 мужчин и 84 женщины). В национальном составе населения преобладали белорусы. В административном отношении входила в состав Александровского сельсовета Мазановского района Амурского округа Дальневосточного края.